# Alberto Haylli
Alberto Haylli (Buchardo, Córdoba; 31 de julio de 1911-25 de julio de 1994), apodado "el Gordo", fue un fotógrafo, fotoperiodista, camarógrafo y laboratorista argentino de la ciudad de Junín en la Provincia de Buenos Aires. Su obra representa un trazado del siglo XX hasta ahora inédito para una colección privada, que asciende a 100 mil negativos de fotografías y 40 hs de fílmico. El archivo permaneció olvidado durante casi 20 años hasta que en 2005 fue descubierto en el altillo de un estudio notarial de Junín por el periodista y documentalista Christian Rémoli.

## Biografía
Nació en Buchardo (Córdoba), localidad próxima al límite con la provincia de Buenos Aires. Alrededor de los 8 años arribó a Junín junto con sus padres, Natalio Haylli y Ana Herminia Moggia, y su hermano, Luis. La familia se instaló en Pueblo Nuevo, un barrio abrazado por las dos líneas ferroviarias que atravesaban Junín a fines de la década de 1910, el ferrocarril BAP (Buenos Aires al Pacífico, actual línea San Marín) y el Central Argentino, que unía Junín con el Puerto de Rosario. La cercanía con ambos se convertiría en una fuente de inspiración y un  eje central en su obra.
Realizó la primaria en la Escuela Número 2. Fue un adolescente curioso que se transformó en un hombre de carácter reservado. Alrededor de los 15 años solicitó trabajo en un estudio fotográfico ubicado sobre la calle Sáenz Peña del centro de la ciudad. Allí, Luis Américo Panizza, uno de los pioneros de la fotografía juninense, le propuso ser mandadero y limpiavidrios. En ese lugar comenzó a convivir con las fotos y aprendió el oficio del revelado.
La otra persona que fomentó su entusiasmo por el oficio fue Ceferino Reig, vecino de su familia en Pueblo Nuevo y encargado del Guaraní, el cine del mismo barrio. Según la familia Haylli y los hijos del mismo Reig, fue quien lo ayudó con la compra de los primeros equipos de foto y revelado a mediados de la década del 30, para instalar el primer laboratorio propio en el altillo de su casa.
Los primeros registros de la obra en negativos de vidrio son cercanos a 1932. Es recién a partir de 1937 cuando aparecen los negativos de 35 mm. Ese año adquiere su máquina Contax III a, la primera que pudo colgarse al cuello para caminar la ciudad y fotografiar a su gente. Se destaca por ser el primero que le da identidad a las personas de Junín: sus antecesores, Edmundo Cuenin y su maestro, Luis Américo Panizza, retratan a los juninenses en registros de interiores pero en las calles son protagonistas secundarios, mayormente enmarcados en las puertas de los almacenes, tiendas o subidos a caballos y carretas. Haylli aprovecha su primera máquina de 35 mm para hacerlo en la cotidianeidad, por su trabajo queda claro que son ferroviarios, docentes, médicos, maestras, linyeras, futbolistas, malevos o prostitutas. Además, comienza a trabajar como free-lance para el diario La Verdad de Junín. Allí, empieza a construir el eje central de su obra, el fotoperiodismo, al que transforma en su verdadero oficio. Para esa misma fecha, además, aparecen sus primeros registros para la Policía, trabajo al que accede -supone su familia- por el contacto de su hermano, Luis. El trabajo de fotógrafo forense le da acceso a un mundo secreto y subterráneo que también habita en su colección.
Alrededor de 1939 abre "Foto Haylli", su estudio fotográfico ubicado en Sáenz Peña 178, actual Bombonería Susy. Su colección empieza a sumar mucho material de la actividad social de Junín (nacimientos, bautismos, casamientos, cumpleaños, registros familiares, etc.). A principio de los años 40, participa de algunos concursos nacionales y obtiene sus primeros premios. En tanto, su negocio crece. En 1943 se muda a Saénz Peña 221, actual Paco El Loco, y pasa a ser el referente más importante de la fotografía local. 
En tanto, en la parte de atrás de su estudio desarrolla su costado más artístico con retratos, fotos familiares, comuniones y desnudos. 
En el año 1945 se casa con Juana Quercia. Juntos tienen tres hijos: Herminia (1946), Alberto (1947) y Mario (1949). Tras el nacimiento de Herminia compra su cámara de 16 mm y comienza a dirigir y producir cine. Arranca con pequeños cortos de eventos locales que se proyectan en los intervalos de los cines. Además, agrega una opción novedosa, proyecta piezas al aire libre y de manera gratuita en la puerta de su estudio. Esto, sumado a la constante renovación de su vidriera (galería) y la representación oficial de Kodak a la que accede a fines de los 40, hace que su negocio crezca exponencialmente. Trabajan junto a él un segundo fotógrafo de apellido Arqueta, un laboratorista, Alcides Scarpessi, Luis, su hermano y una correctora, Fernanda Pedretti.
Su cercanía con Juan Duarte (al que presuntamente conoce a finales de los años 20) lo pone muy cerca del nacimiento y del desarrollo del peronismo. Por eso, registra desde muy cerca la semilla del Partido Justicialista y la intimidad de la familia de Eva Perón. Sin embargo, por su trabajo en el diario, también está muy de cerca del camino de Moisés Lebensohn, caudillo de la Unión Cívica Radical, y de su vinculación con los líderes del partido a nivel nacional.
Durante esos años, viaja periódicamente a Buenos Aires a revelar su material de 16 mm y se asocia con otros directores y productores de cine con los que logra codirigir y producir. En ese marco, es contratado para generar cortos publicitarios de marcas nacionales, y dirige y produce noticieros que van desde la inauguración del Estadio Eva Perón de Club Atlético Sarmiento (Junín) en 1951, hasta la asunción del presidente Arturo Frondizi en 1958.
Ese roce con el ámbito nacional sigue hasta entrados los años 60. Allí empieza a padecer artrosis en una de sus rodillas y suma al negocio a sus hijos, fundamentalmente a Alberto, que heredará el oficio de fotógrafo.
En 1970 muda su estudio a la calle Arias 151, lugar donde su trabajo pierde visibilidad. Para esa época, Haylli ya comienza a ser visto como un artista en sino más bien como un personaje coloquial.  
El acercamiento con las fuerzas de seguridad y su rol de reportero en el diario, le permite hacer un amplio registro del terrorismo de Estado en los años 1970, fotografiando a los jerarcas de la represión en la ciudad y en la provincia, entre ellos, los tres gobernadores de la dictadura. Haylli también es testigo de la partida de los soldados a Malvinas desde la estación de trenes de Junín y de la campaña presidencial de 1983 que culminará con el regreso de la democracia, incluyendo al fututo presidente, Raúl Alfonsín. Todos los candidatos atraviesan por su lente en su paso por Junín. Asimismo, los primeros años del regreso de las instituciones.
Las últimas fotos fechadas de su colección corresponden a 1989, puntualmente la llegada a la ciudad de Carlos Menem como candidato presidencial. Aproximadamente en 1990, con casi con 80 años y algunos problemas de salud, decide jubilarse. El diario La Verdad para el cual trabajó 40 años no reconoce sus años como freelance y pasa a cobrar el haber jubilatorio equiparable a la actual jubilación mínima.  
En esos años, aprovecha para ordenar su material fílmico, del que deja detalle en un cuaderno Gloria y en recetas de medicamentos.
Los negativos de fotografías quedan en las latas, sin pista alguna.
Antes de su muerte, según el testimonio de su hija Herminia, debe vender parte de esos negativos al diario La Verdad para sustentar su día a día y la enfermedad de su mujer. Aproximadamente en 1992, solicita a las autoridades de la cultura local hacer una puesta en valor del archivo para "hacer un documental para Junín", pedido que no es atendido nunca por el Municipio.

## El Proyecto Haylli
A fines de 2005, el periodista y documentalista juninense Christian Rémoli encuentra en el Archivo Histórico de Junín un VHS con material fílmico de Alberto Haylli, mientras busca imágenes para un documental sobre el ascenso de Sarmiento en 1980 a Primera División. En esos días, visita a Herminia Haylli que había decidido guardar el archivo de su padre, primero en la casona de calle Italia y luego en un estudio notarial de calle Rivadavia de Junín, lindero con el Edificio Conde , la construcción en altura más antigua de la ciudad. Todas las latas con los negativos y las películas, más algunos equipos permanecían guardados sin conservación alguna y en aparente estado de descomposición. 
Luego de acceder al material, Rémoli comienza a trasladar a Buenos Aires algunas latas de negativos y fílmicos para digitalizar y poder constatar el estado en que se encuentra el material. En principio, lo hace con recursos propios. Se sorprende no solamente con el buen estado, sino con la variedad y calidad del material fílmico que elige al azar. Entre esas primera latas, aparece la asunción de Arturo Frondizi (en formato noticiero de cine, símil Sucesos Argentinos), el último paso de Eva Perón por Junín, actividad social y deportiva, todo de extraordinaria factura y gran valor patrimonial.
Toca puertas vinculadas con la cultura local, provincial y nacional para realizar la puesta en valor del material del cual, salvo parte del material fílmico, no existe clasificación alguna, lo que resulta una traba importante para el aporte de esos los fondos.
Persuadido de que el material que habita entre esas latas es muy valioso, en el año 2015 comienza a tener reuniones con la diputada juninense Rocío Giaccone, quien se compromete a ayudar con los primeros fondos. Durante 2017 comienza a digitalizar e solitario algunos negativos. Entre los primeros registros, aparece  la visita de Raúl Alfonsín a Junín en 1982, partidos de fútbol de fines de los años 30, accidentes viales, desnudos y una variada actividad social. Le sorprende particularmente encontrar su propia comunión entre los primeros negativos.
A mediados de 2018 aparecen los primeros fondos generados por la diputada Giaccone. Allí arranca la digitalización del grueso del material en la Casa de la Cultura de Junín y nace el Proyecto Haylli, pensado para recuperar el material, visibilizar la figura del "Gordo" y su obra. El Proyecto estuvo integrado por Francina Tortorella y Lucio Marchetti, Canela Aisimburo, el mismo Rémoli y parte del equipo de Giaccone, que aportó la logística para la digitalización y en la primera etapa de la difusión.
A medida que avanzan con el trabajo, comienza a aparecer la verdadera dimensión del material que habitaba en el archivo. La variedad y la calidad del registro sorprende a diario a los trabajadores del Proyecto que piensan en acciones culturales inmediatas. Se proponen que esos pasos continúen con el concepto público que Haylli  tenía en vida : las galerías, vidrieras a la calle que la gente miraba al paso, y el cine que el mismo producía de manera gratuita en la puerta de su negocio. Para esto, se ponen como meta la realización de un fotolibro, un mural y cumplir el sueño final de Haylli, la realización de un documental.
Mientras tanto siguen trabajando en la digitalización, recuperan  lo que suponen es el total de los negativos, alrededor de 50 mil. Y se proponen continuar con la puesta en valor del fílmico, cuyas latas empiezan a preparar para enviar a CABA luego de obtener Mecenazgo y de realizar un acuerdo con el Museo Evita para trabajar conjuntamente la identificación del material sobre el peronismo. En el momento de poner en valor los materiales que estaban en latas cine pero varias de ellas contenían negativos de fotografías, por lo que parte de los fondos destinados para digitalizar el material de 16 mm, fueron destinados al material fotográfico. 
Durante 2020, ante la imposibilidad de avanzar con las acciones culturales de visibilización debido al ASPO, aprovechan para acelerar la digitalización del material fotográfico y fílmico restante. 
En marzo de 2021 el Proyecto Haylli comienza con la primera acción de visibilización de un artista que la ciudad de Junín tenía olvidado: la realización del mural (el primero en altura) en el Edificio Conde. Quien toma la responsabilidad completamente ad honorem es el muralista de Ayacucho Simón Jatip.

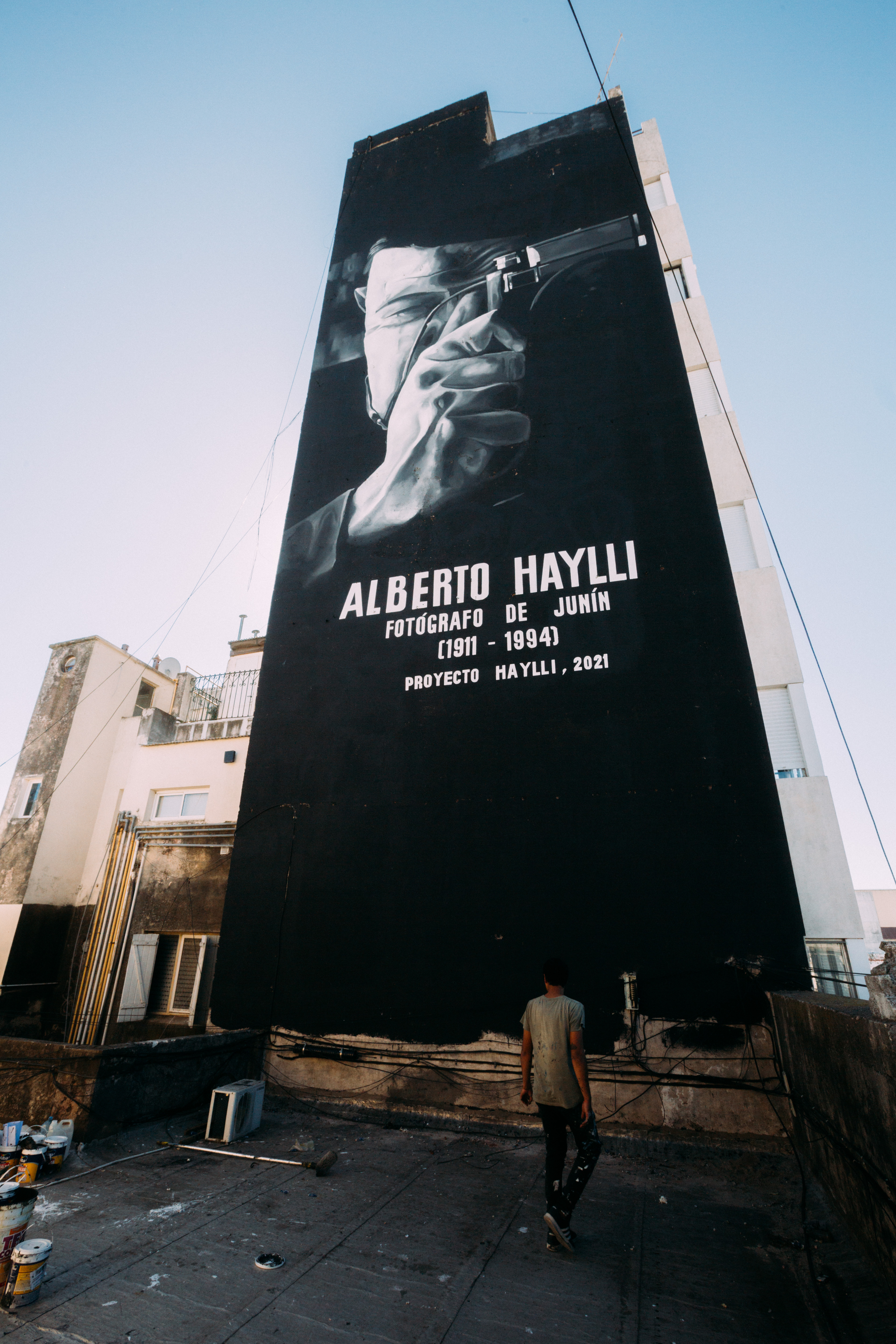
Simón Jatip terminando la realización del mural de Alberto Haylli (Marzo 2021). Foto: Martino Santa María.

La obra queda concluida el 31 de marzo de 2021 y una semana después se edita el libro Alberto Haylli. Una Memoria Revelada (Editorial de las tres lagunas), una selección de las mejores fotografías realizadas entre 1937 y 1989. En esas mismas jornada empieza a rodarse una serie documental para Canal Encuentro (4 capítulos de 30 min), también llamada Alberto Haylli. Una memoria revelada y estrenada en agosto de 2021.
En abril de 2022 el Museo Itinirante FoLa Foto llega a Junín y convoca al Proyecto a exhibir una selección de fotografías del artista. A partir de allí, surge la muestra en Buenos Aires en la galería ArtexArte entre el 1 de julio y 13 de agosto.
En 2023, se edita el segundo fotolibro, Alberto Haylli. Corazón Urbano, una selección de fotografías que cuenta el desarrollo urbanístico y social de la ciudad de Junín y Canal Encuentro realiza un nuevo documental para su ciclo "El mundo en un archivo"
Además del enorme valor para el patrimonio cultural de la ciudad de Junín, Proyecto Haylli logró visibilizar a uno de los fotógrafos y cineastas más completos del siglo pasado, no solamente por la belleza de su material, sino por la enorme variedad de información que acumuló de la historia argentina contemporánea. A través del trabajo de un grupo pequeño de personas, Alberto Haylli se revela como uno de los pocos artistas dueño de una colección que cuenta casi 60 años del siglo 20 desde distintos ejes con 100 mil fotografías y más de 40 hs de fílmico.

## Otros
-Muestra "¿Quién me dirá cómo eras y quién fuiste?", en la Fundación Eva Perón en diciembre de 2021, curada por Francisco Medail sobre la familia Duarte y los inicios del peronismo en Junín.
-Libro Alberto Haylli, fotógrafo editado por Sylvia Iparraguirre (Editorial Ampersand, 2021), selección de 200 imágenes en blanco y negro de su producción entre los años 30 y 50.

## Reconocimientos

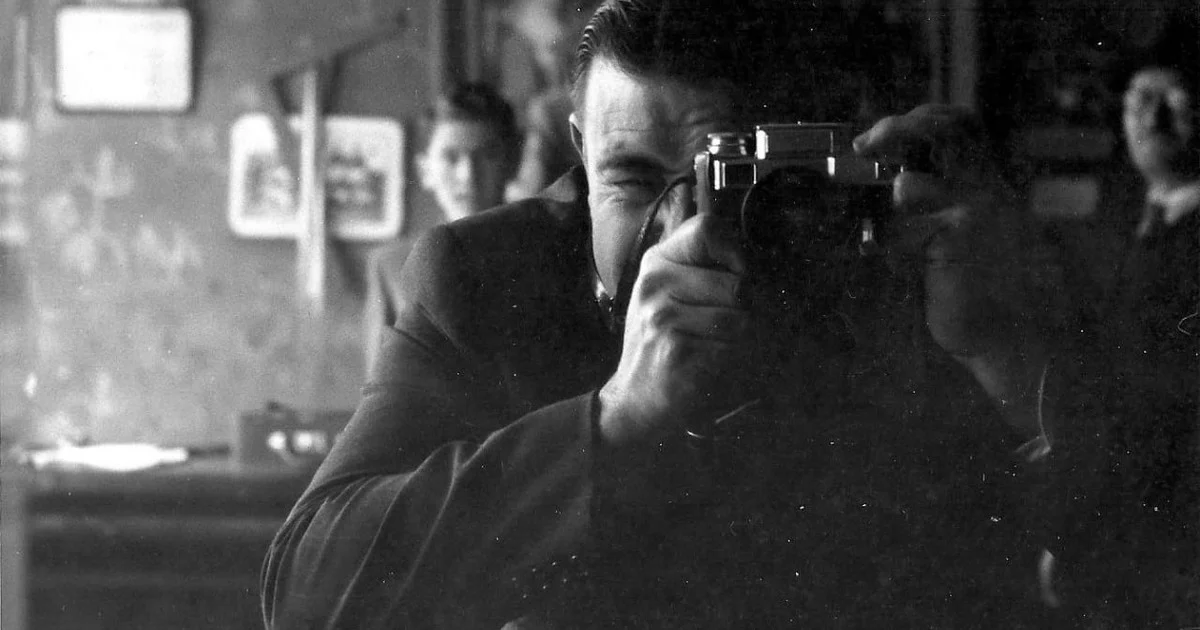

Fue declarado Ciudadano Ilustre de la Provincia de Buenos Aires post mortem en el año 2018.
Fue declarado Ciudadano Ilustre de Junín post mortem en el año 2018.